# Grimslöv
Grimslöv är en tätort i Alvesta kommun i Kronobergs län.

## Befolkningsutveckling
| Befolkningsutvecklingen i Grimslöv 1960–2020                 | Befolkningsutvecklingen i Grimslöv 1960–2020 | Befolkningsutvecklingen i Grimslöv 1960–2020 | Befolkningsutvecklingen i Grimslöv 1960–2020 | Befolkningsutvecklingen i Grimslöv 1960–2020 |
| ------------------------------------------------------------ | -------------------------------------------- | -------------------------------------------- | -------------------------------------------- | -------------------------------------------- |
|                                                              |                                              |                                              |                                              |                                              |
| År                                                           |                                              |                                              | Folkmängd                                    | Areal (ha)                                   |
| 1960                                                         | 1960                                         |                                              | 267                                          |                                              |
| 1965                                                         | 1965                                         |                                              | 353                                          |                                              |
| 1970                                                         | 1970                                         |                                              | 348                                          |                                              |
| 1975                                                         | 1975                                         |                                              | 453                                          |                                              |
| 1980                                                         | 1980                                         |                                              | 608                                          |                                              |
| 1990                                                         | 1990                                         |                                              | 705                                          | 70                                           |
| 1995                                                         | 1995                                         |                                              | 707                                          | 71                                           |
| 2000                                                         | 2000                                         |                                              | 644                                          | 71                                           |
| 2005                                                         | 2005                                         |                                              | 638                                          | 71                                           |
| 2010                                                         | 2010                                         |                                              | 593                                          | 71                                           |
| 2015                                                         | 2015                                         |                                              | 622                                          | 85                                           |
| 2020                                                         | 2020                                         |                                              | 601                                          | 84                                           |
| Anm.: Namnändring 1970 från Grimslövs station till Grimslöv. |                                              |                                              |                                              |                                              |

## Samhället
I Grimslöv finns livsmedelsbutik, pizzeria, kiosk, café, pensionat, bank, F-6 skola (Skatelövsskolan) med bibliotek, föreningslokal med mera. Grimslövs folkhögskola ligger också i orten. 

## Föreningar i orten
Här finns IFK Grimslöv, Grimslövs AIF m flera kulturella föreningar. Aktiv hembygdsförening. 

## I media
Ett  reportage om Grimslöv med titeln Hem till byn, som publicerades i tidningen Re:publik nominerades 2015 till Stora journalistpriset i kategorin Årets berättare. Författare var Alexander Mahmoud, som ursprungligen är från Grimslöv.